# 西瓦科亚特尔

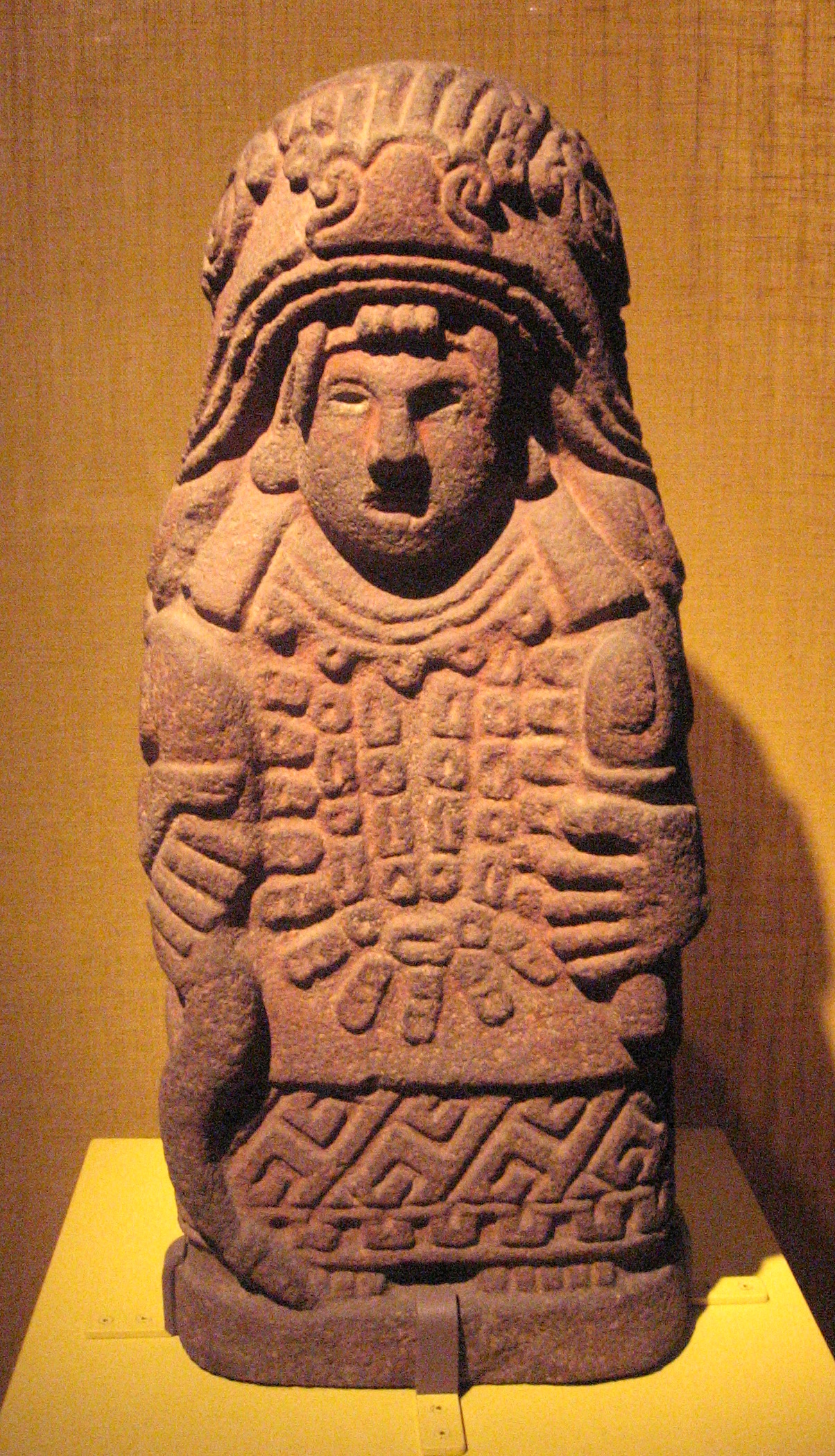
西瓦科亚特尔石像，显示她的蛇口造型，左手握着一只玉米耳朵.

在阿兹特克神话中，西瓦科亚特尔（Cihuacoatl，“蛇女”）是数位母神和生育女神之一，西瓦科亚特尔有时被称为“基拉斯特利”（Quilaztli）。
西瓦科亚特尔尤其与接生婆有关联。她与基拉斯特利配对，被认为是查尔梅卡（Chalmeca）人的保护者和库尔瓦坎市（Culhuacan）的守护神。她帮羽蛇神克察尔科亚特尔（Quetzalcoatl）通过磨碎前代的骨骼，并混合他的血液创建了现在的人类。她也是米斯科亚特尔（Mixcoatl，又叫伊斯塔克·米斯科亚特尔、卡马斯特利）的母亲，被她遗弃在一个十字路口。传统说，她经常回到那里哭泣失去的儿子，只找到一把人祭刀。
虽然她有时被画成一位年轻的女人，类似于索奇克特萨尔（Xochiquetzal），但更多时候的形象为手持投枪和盾牌的凶狠骷髅脸老妇。分娩有时与战争一样，分娩时死去的女人被认为是死去的勇士。她们的亡灵，西瓦特特奥（Cihuateteo），被描绘成与西瓦科亚特尔一样长着骷髅脸孔。并像她一样，常在夜晚出没于交叉路口偷盗孩子。

## 特诺奇蒂特兰城的官职
“西瓦科亚特尔”这个名字也被用作阿兹特克首都特诺奇蒂特兰（Tenochtitlan）城高级官宦之一的头衔。西瓦科亚特尔负责管理城市内部事务，以制约特拉托阿尼（Tlatoani，纳瓦特尔语，又称“阿尔特佩特尔（城邦）”的统治者），阿兹特克统治者，管理阿兹台克领地的事务。西瓦科亚特尔控制特诺奇蒂特兰城军队、管理祭祀神灵，而且还是皇帝的高级顾问。公元15世纪，特拉卡埃莱尔（Tlacaelel）曾在蒙特苏马一世（Moctezuma I）、阿沙亚卡特尔（Axayacatl）、蒂索克（Tizoc）和阿维特索特尔（Ahuizotl）四位皇帝统治时期担任过西瓦科亚特尔.。

## 脚注
1. ↑  另见伊拉玛特库特里、Teteoinnan、Tlazolteotl和托西.

## 延伸阅读
- Sahagún, Bernardino de, 1950-1982, Florentine Codex: History of the Things of New Spain, translated and edited by Arthur J.O. Anderson and Charles Dibble, Monographs of the school of American research, no 14. 13. parts Salt Lake City: University of Utah Press
- The History of the Indies of New Spain by Diego Durán, translated, annoted and with introduction by Doris Heyden
- 众神与礼仪书, by Diego Duran, translated and edited by Fernando Horcasitas and Doris Heyden, Chapter XIII